# Bánh kashiwa mochi

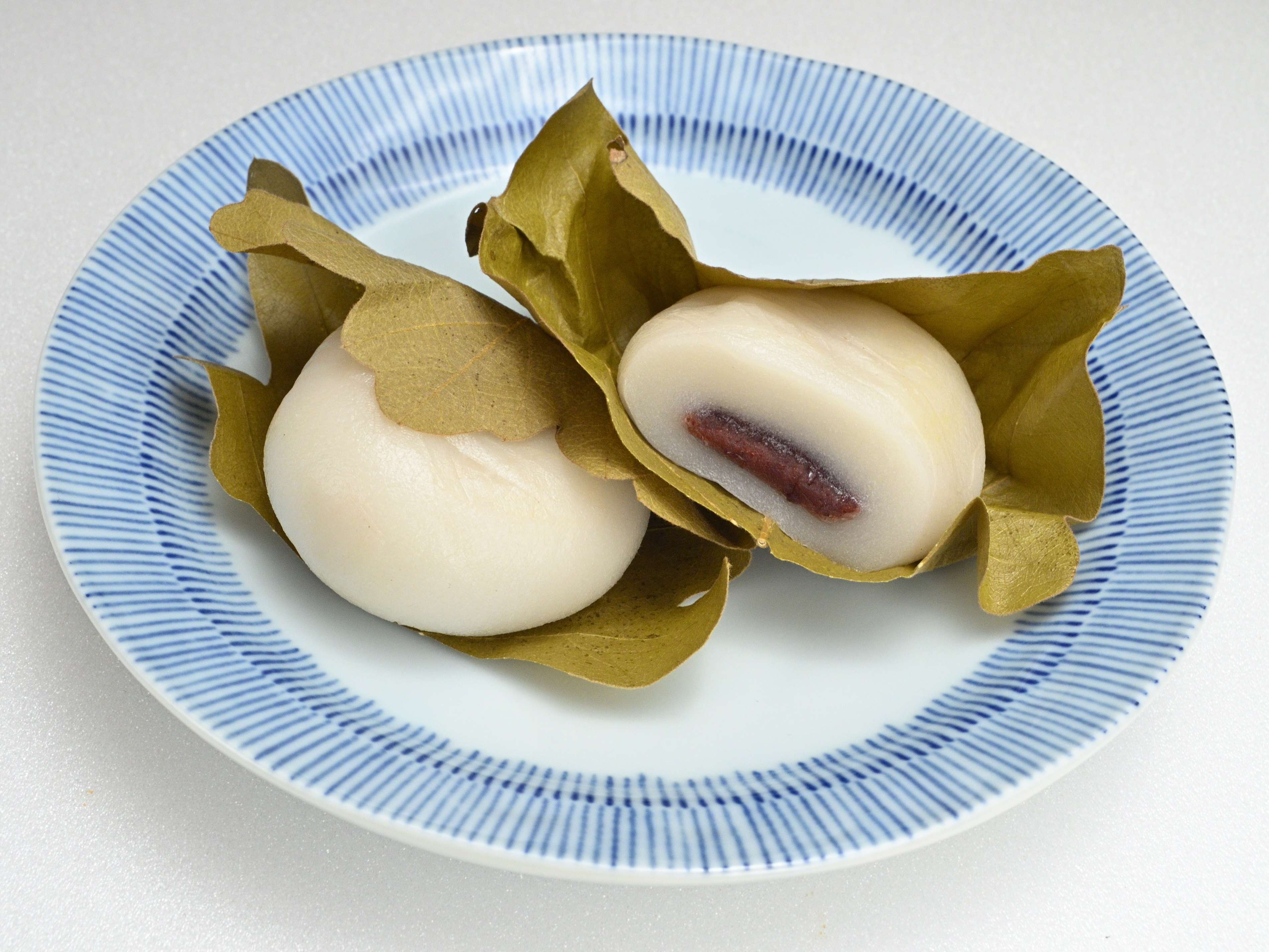
bánh giầy kashiwa mochi

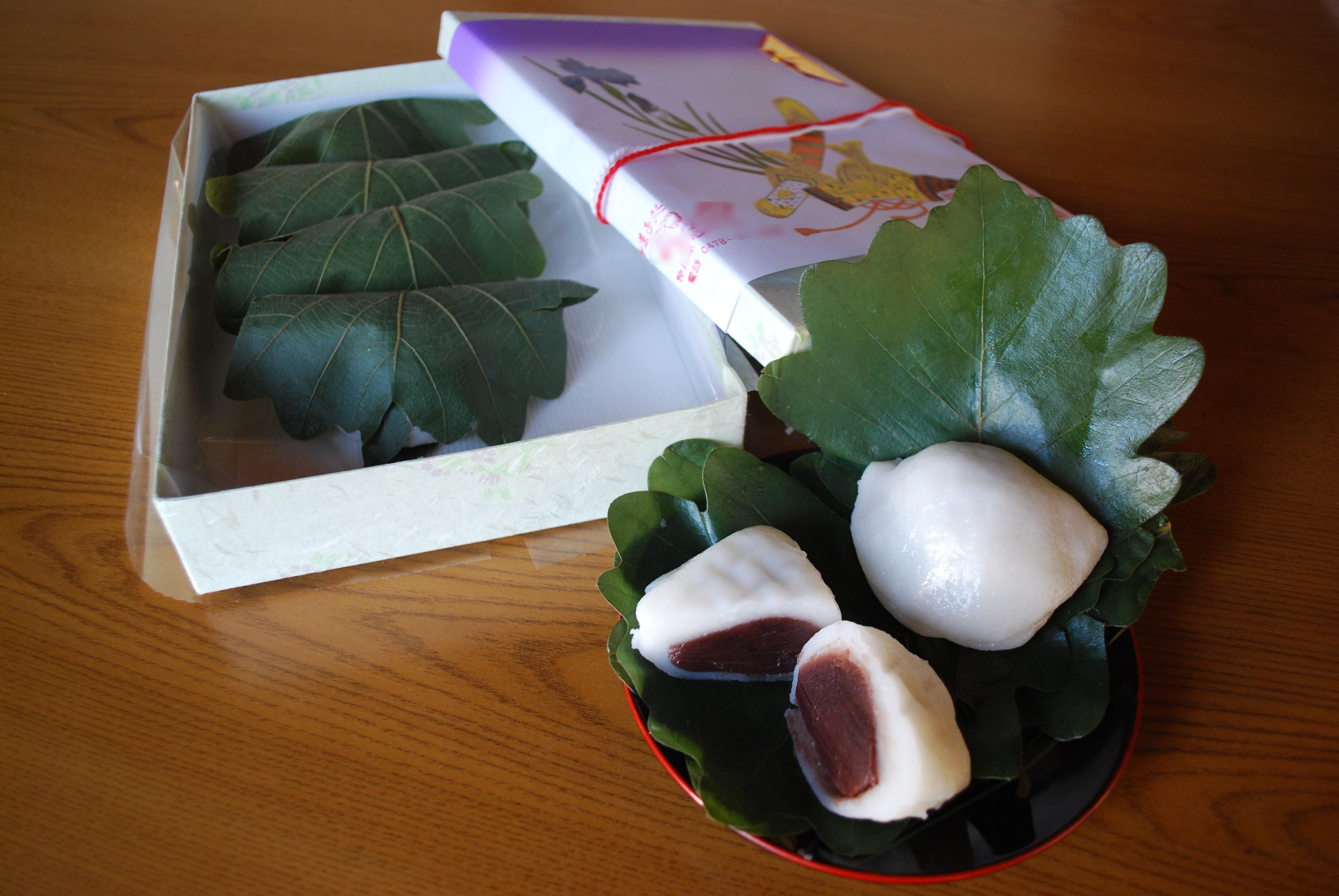
Hộp đựng và bánh

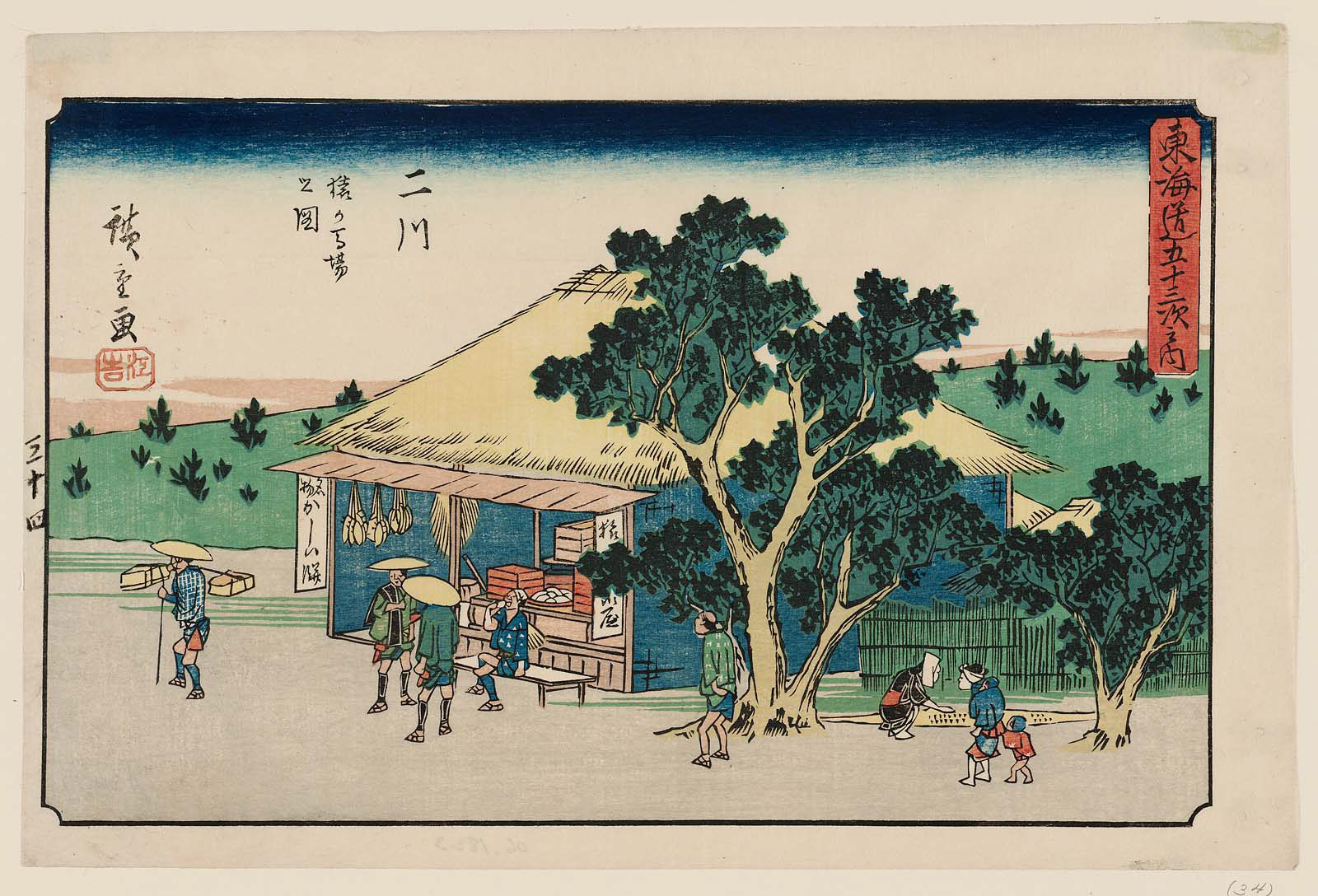
Katsushika Hokusai

Kashiwamochi (柏餅:かしわもち)là loại bánh giầy hình tròn phẳng, được làm bằng bột gạo uruchi, được chia thành hai phần, giữa đậu, bọc bên ngoài là lá cây sồi hoặc lá tì giải trông giống như kẹo wagashi .Bánh được ăn vào ngày lễ dành cho bé trai ngày 5 tháng 5 .

## Sơ lược
Kashiwamochi sử dụng lá của cây sồi đã được tạo ra ở Edo từ thời tướng quân Tokugawa Ieshige thứ 9 đến thời tướng quân Tokugawa  Ieharu thứ 10. Bởi vì lá sồi cũ không rơi cho đến khi mầm mới phát triển, nó được coi là đem lại điều may mắn "con cháu thịnh vượng (gia đình không bị gián đoạn)". Văn hóa cúng bánh kashiwa mochi vào ngày lễ bé trai đã được bắt đầu ở Edo và người ta nghĩ rằng nó đã truyền đi khắp nước nhật thông qua Luân phiên trình diện, nhưng cho đến khoảng những năm 1930, bánh giầy kashiwa mochi sử dụng lá sồi đã tập trung ở khu vực Kanto. Trước khi bánh bọc bằng lá sồi ra đời, có tồn tại loại bánh được bọc bằng lá tì giải, và ở những khu vực ít có cây sồi bản địa, nó được phổ biến như là bánh kashiwa mochi. Sau đó, lá sồi đã được nhập khẩu từ Hàn Quốc và Trung Quốc, và bánh được bọc trong lá sồi đã trở lên phổ biến trên toàn quốc .
Ngoài ra, chữ Hán "柏" trong tên "柏餅", ban đầu chỉ vào cây lá kim Konotegasiwa của họ cây bách, khác hoàn toàn với lá sồi được sử dụng trong bánh. Nói đúng ra, việc sử dụng chữ "槲" cho cây sồi thuộc họ sồi được sử dụng trong bánh mới là chính xác.
Tsubuan và koshian là những loại nhân bánh phổ biến, nhưng "misoan" cũng được sử dụng. Ở Kyoto, có một số nơi cũng sử dụng siromiso. Ngoài ra, gần đây có một loại bánh thứ 2 là mochi  ngải cứu (yomogimochi). Khi lá sồi được sử dụng, nó thường được gọi là "Kashiwa-mochi" và khi các loại cây khác được sử dụng, chúng có tên khác nhau tùy theo khu vực, chẳng hạn như "Shibamochi".
Tùy thuộc vào từng cá nhân, có người ăn lá bọc, có người không ăn, nhưng trong một số trường hợp, những bánh được bọc bằng một tấm nhựa giả lá sồi được bán để giảm chi phí vật liệu. Ở những nơi ít có  sồi tự nhiên như phía tây khu vực Kinki, lá tì giải được sử dụng.  Ngoài tên "Kashiwa mochi", các tên khác như "Shiba mochi", "chi mochi", "kakaradago", "Komaki", "dango", "ibara mochi". cũng được sử dụng như tên đặc biệt của địa phương. Magnolia obovata, Zingiber mioga, Quercus Aliena, sồi được sử dụng tại một số khu vực nhất định. Phương pháp gói khác nhau tùy thuộc vào kích thước của lá, thường là "gói" trong lá sồi, và nó thường là "kẹp" trong 2 lá tì giải. Ở những vùng như Tohoku, Hokuriku, Sanin, nhiêu nơi ăn   Chimaki trong ngoài lễ bé trai.
Nó được bán quanh năm như một đặc sản của Đền Kashima ở thành phố Takasago, tỉnh Hyogo, và được bán ở các cửa hàng trên đường dẫn đến các miếu thờ.
.